# محطة أسوان

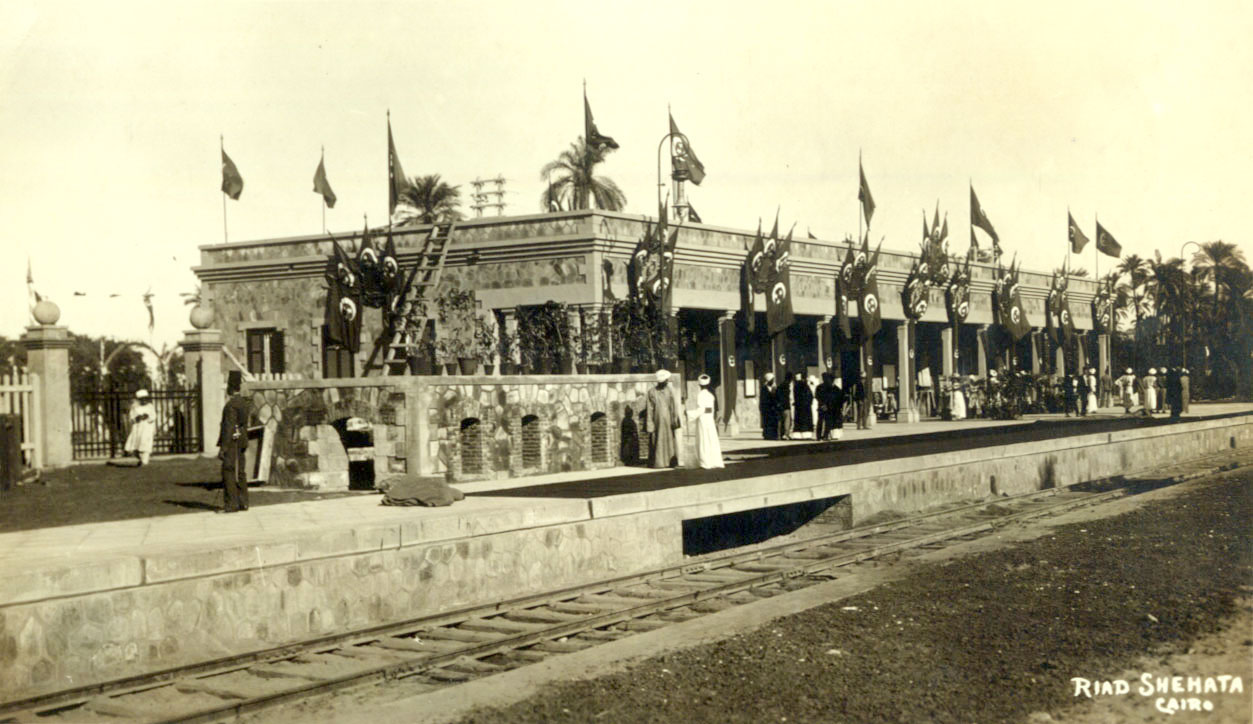
المحطة في عشرينيات القرن العشرين، عند افتتاحها

محطة أسوان آخر محطات سكة حديد الأقصر وأسوان، وأقصى محطات سكك حديد مصر جنوبا منذ انقطاع الشبكة عن سكك حديد السودان.

## تاريخ
في عام 1898 بدأ إنشاء الخط الحديدي الثالث من القاهرة إلى الأقصر قامة شركة قنا أسوان بمد خط السكك الحديدية إلى مدينة أسوان في أقصى الجنوب للسكك الحديدية.
بعد دخول البريطانيين للسودان عام 1899 قررت سلطات الاحتلال تعديل خط القطار من الأقصر حتى أسوان ثم الشلال الأول في أقصى جنوب مصر ليصبح امتدادا طبيعيا لشبكة السكك الحديدية في مصر. وتم ذلك المشروع عام 1926 حيث امتد الخط إلى وادي حلفا داخل الحدود السودانية.

## التطوير
تم تطوير محطة السكة الحديد بأسوان في أغسطس 2017 لتكون واجهة حضارية لأسوان السياحية حيث شملت أعمال التطوير ورفع كفاءة المحطة كاملة في مدينة أسوان، والتي نفذتها إدارة الأشغال العسكرية بالهيئة الهندسية للقوات المسلحة خلال عام كامل، تطوير 4 أرصفة، إضافة لخمسة «شبابيك» جدد لحجز التذاكر للحد من الطوابير الطويلة التي كانت تقف أمام ثلاثة شبابيك منذ إنشاء المحطة، وتطوير جميع المكاتب الإدارية داخلها.
كما شُيد نفق يمر من أسفل أرصفة المحطة الأربعة، ومخرجين من الناحيتين الشرقية والغربية، إضافة إلى تزويد صالة الحجز بشاشة إلكترونية مسجل عليها مواعيد مغادرة ووصول القطارات، وأيضًا تم وضع لوحات فنية تعبر عن المعالم السياحية والأثرية التي تشتهر بها أسوان.
وفي مايو 2017 افتتح الرئيس عبد الفتاح السيسى محطة سكك حديد أسوان عن طريق «الفيديو كونفرانس».